# Jessica Kürten
Jessica Kürten född Jessica Chesney, den 24 november 1969 i Cullybacky på norra Irland, är en mycket framgångsrik hoppryttare. Sedan maj 2008 är hon rankad tvåa på Internationella ridsportsförbundets Världsrankning och är rankad 1:a som kvinnlig ryttare. Jessica har även deltagit i OS 1996 i Atlanta och OS 2004 i Aten. Under Grand Pix i Dubai vann hon en världsrekordsumma på 170 000 brittiska pund.

## Biografi
Jessica Kürten, född Jessica Chesney föddes den 24 november 1969 i Cullybacky på norra Irland. Jessicas far födde upp hästar på deras gård på Irland och Jessica ärvde hans hästintresse. Redan som ung tävlade Jessica mycket framgångsrikt i hoppning och blev bland annat irländsk mästare två gånger för juniorer och senare även som Young Rider. Jessica studerade ekonomi med hästinriktning och fick ett diplom och satsade därför på hästar på heltid. 
1994 gifte sig Jessica med Eckard Kürten och flyttade till Tyskland. Hon tävlar fortfarande för Irland med ett irländskt medborgarskap och har sedan 1998 gården Chesney Farms i Hünxe i Tyskland tillsammans med sin man Eckard.
Jessica tävlade med goda resultat, bland annat en 10:e plats individuellt under sitt första VM år 1994 i Haag, men hennes stora genombrott kom år 1996 då hon fick följa med det irländska landslaget till OS i Atlanta där hon hamnade på 26:e plats individuellt och på 8:e plats tillsammans med laget. År 2001 vann Jessica en guldmedalj tillsammans med det irländska landslaget i EM i Nederländerna och laget vann även Nations Cup för 10:e gången och slog världsrekord i antal vinster i cupen. 2004 fick hon återigen följa med landslaget till OS, denna gång i Aten där hon hamnade på 18:e plats individuellt.
År 2006 var Jessica en av domarna i en TV-sänd brittisk dokusåpa kallad Only fools on horses där kändisar skulle lära sig rida i olika ridsportsgrenar. Pengarna som samlades in under programmet gick till välgörenhet och efter programmets slut hade man samlat ihop 250 000 brittiska pund till välgörenhet. Men 2007 blev Jessica anklagad för dopning när hennes häst Castle Forbes Maike som blev testad positivt för Eetoricoxib under en tävling i La Baule i Frankrike den 13 maj. Ämnet ingår som en komponent i många inflammatoriska medel mot ledbesvär, ryggvärk med mera. Jessica erkände dopningen men bestred sedan anklagelsen. Sedan 15 december har Jessica blivit avstängd i 21 dagar från tävlandet och har beordrats att betala 10 000 schweiziska franc till Internationella Ridsportförbundet för rättegångskostnaderna.
Sedan maj 2008 har Jessica rankats 2:a på Internationella Ridsportsförbundets Världsrankningslista och är rankad 1:a som kvinnlig hoppryttare, men förlorar nu poäng under sin avstängning.

## Meriter

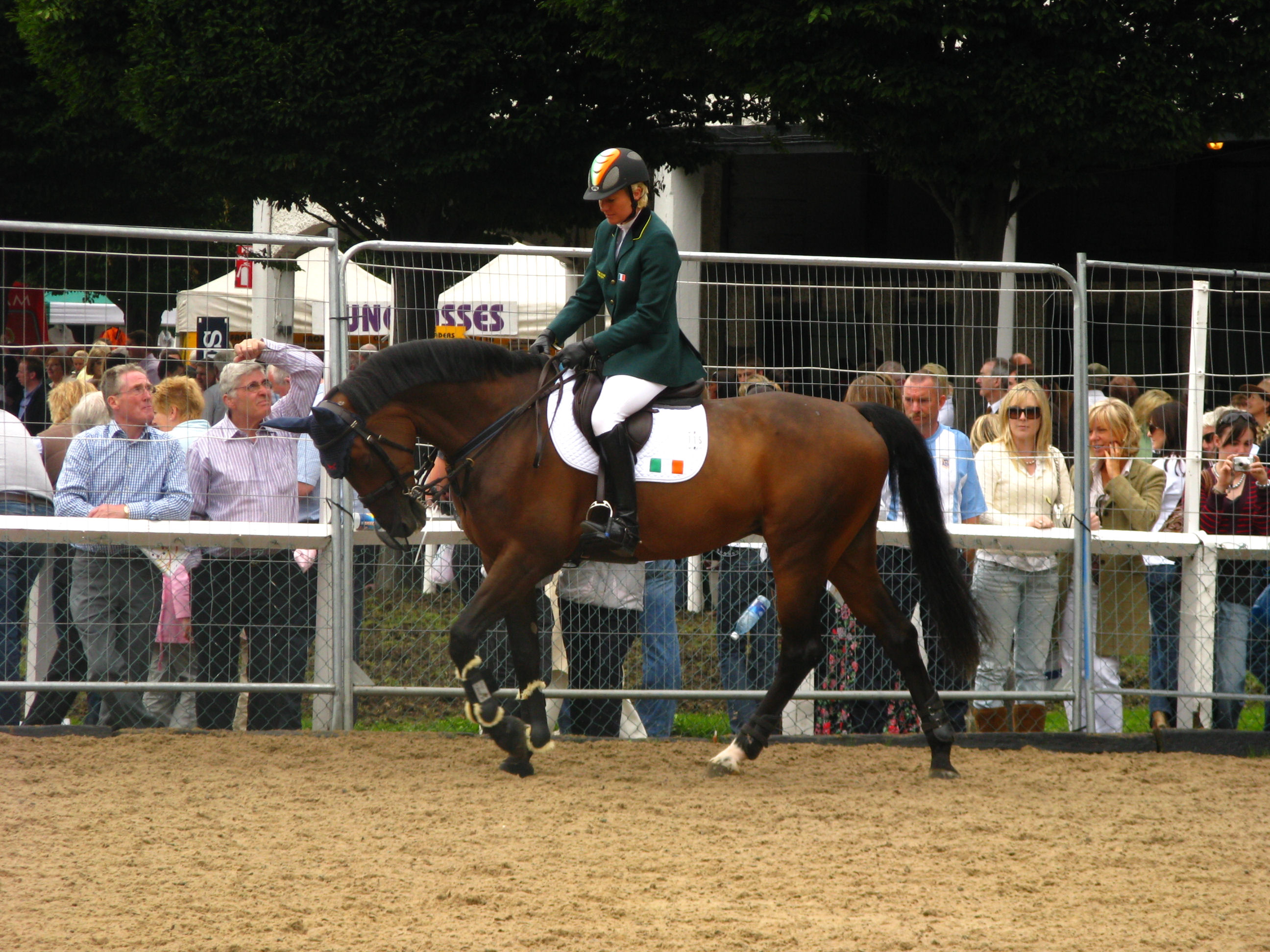
Jessica Kürten och Castle Forbes Libertina på Dublin Horse Show 2008

### Medaljer

#### Guld
- EM 2001 i Arnhem (lag)

### Övriga meriter
- Rankad tvåa på FEI:s lista över världens bästa sedan maj 2008
- Tvåfaldig vinnare av irländska mästerskapen som junior
- Irländsk Young Rider-mästare
- Flerfaldig vinnare av Världscupen och World Cup Qualifier
- Innehar 7 guld, 8 silver och 5 brons i Grand Prix-hoppning
- Guld i prestigefulla British Open Show Jumping Championships (2007)
- Har världsrekord i antal segrar i Nations Cup med irländska landslaget

## Topphästar
- Diamonds Exchange (född 1983), brun Irländsk sporthäst e:Diamond Serpent
- Paavo N (född 1986), brun Rhenländare e:Polydor
- Bonita (född 1989), vitskimmelfärgad Rhenländare e:Bel Pare
- Castle Forbes Maike (född 1994), brunt Holländskt varmblod e:Libero
- Quibell (född 1994), brunt Danskt varmblod e:Quidam de Revel
- Castle Forbes Liberina (född 1996), brun westfalisk häst e:Achill
- Castle Forbes Cadeau Z (född 1999), brun varmblodshäst från Zangersheide e:Calvaro Z
- Galopin du Biolay (född 1994), brun Selle francais e:Butin d'Elle